# Екатерини Стамбули
Екатерини Стамбули или Бешири (на гръцки: Αικατερίνη Σταμπουλήή, Μπεσίρη) e гръцка просветна деятелка и революционерка от Македония.

## Биография
Стамбули преподава в различни струмишки гъркомански села и развива активна дейност в подкрепа на гръцкото дело. През 1906 година като учителка в Колешино е арестувана по обвинение от българи в противодържавна дейност и затворена в Еди куле в Солун. След осем месеца е освободена, връща се в Колешино, където продължава дейността си. След като Струмица и Струмишко остават в България след Междусъюзническата война в 1913 година, Стамбули заедно с много струмишки гъркомани се заселва в Кукуш, където продължава да преподава до стари години.